# Юховичский сельсовет
Юховичский сельсовет — упразднённая административная единица на территории Россонского района Витебской области Республики Беларусь.

## Состав
Юховичский сельсовет включал 4 населённых пункта:
- Красный Бор
- Сосновый Бор
- Ходаны
- Юховичи